# Gracilinanus dryas
Gracilinanus dryas é uma espécie de marsupial da família Didelphidae. Pode ser encontrada na Colômbia e Venezuela.